# Marosújvár

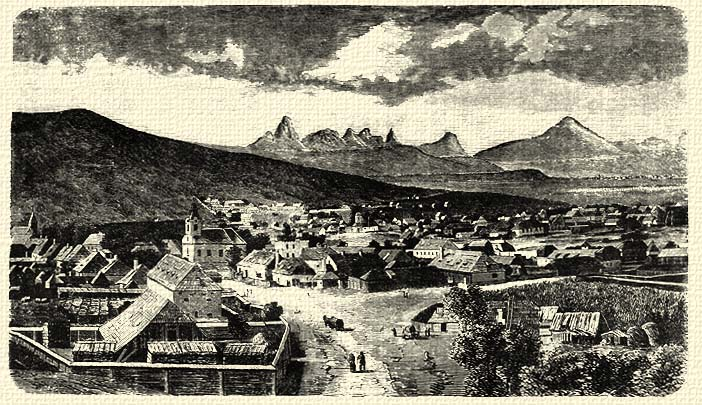
Marosújvár látképe 1870 körül

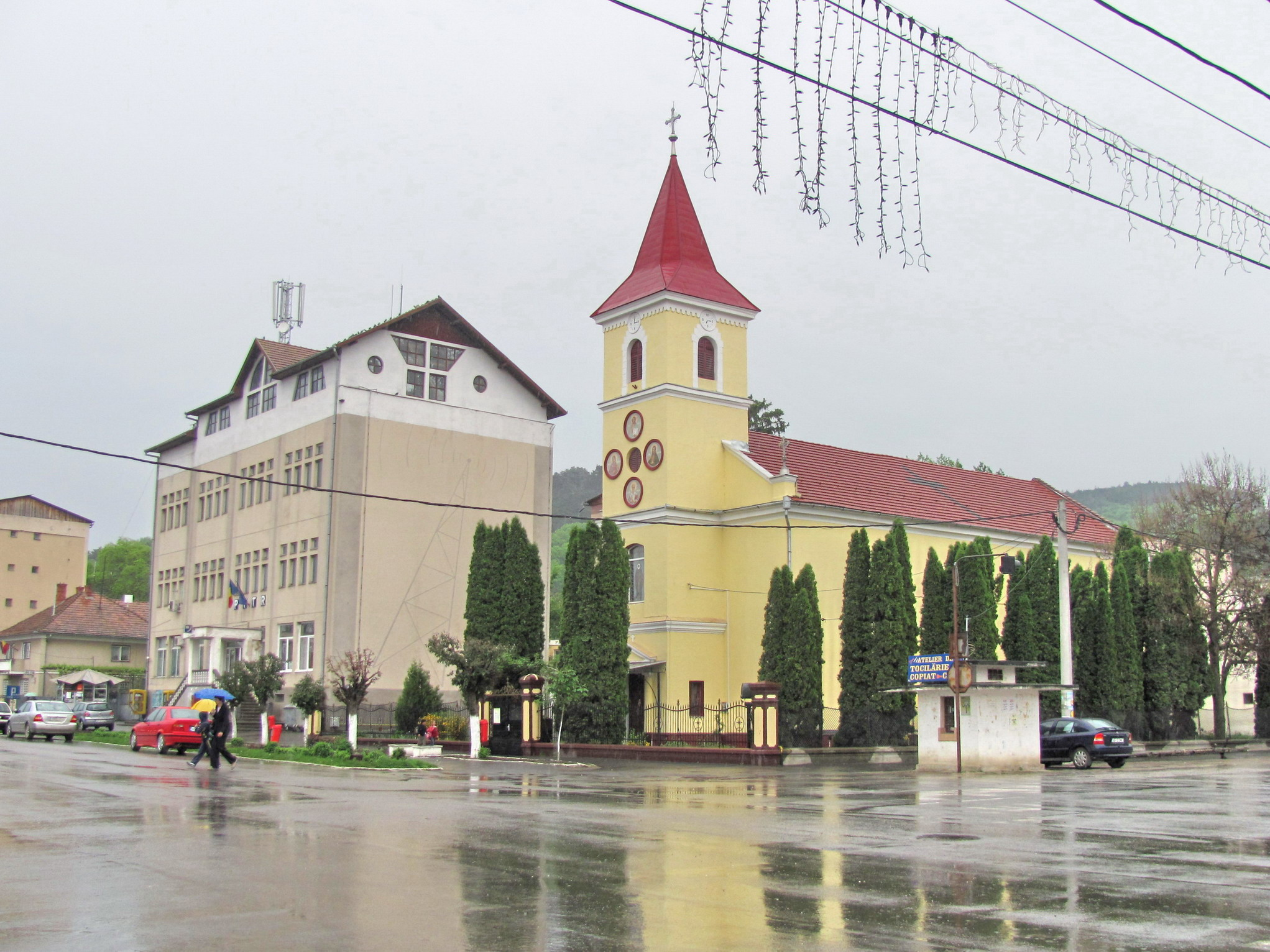
A görögkatolikus templom a városközpontban

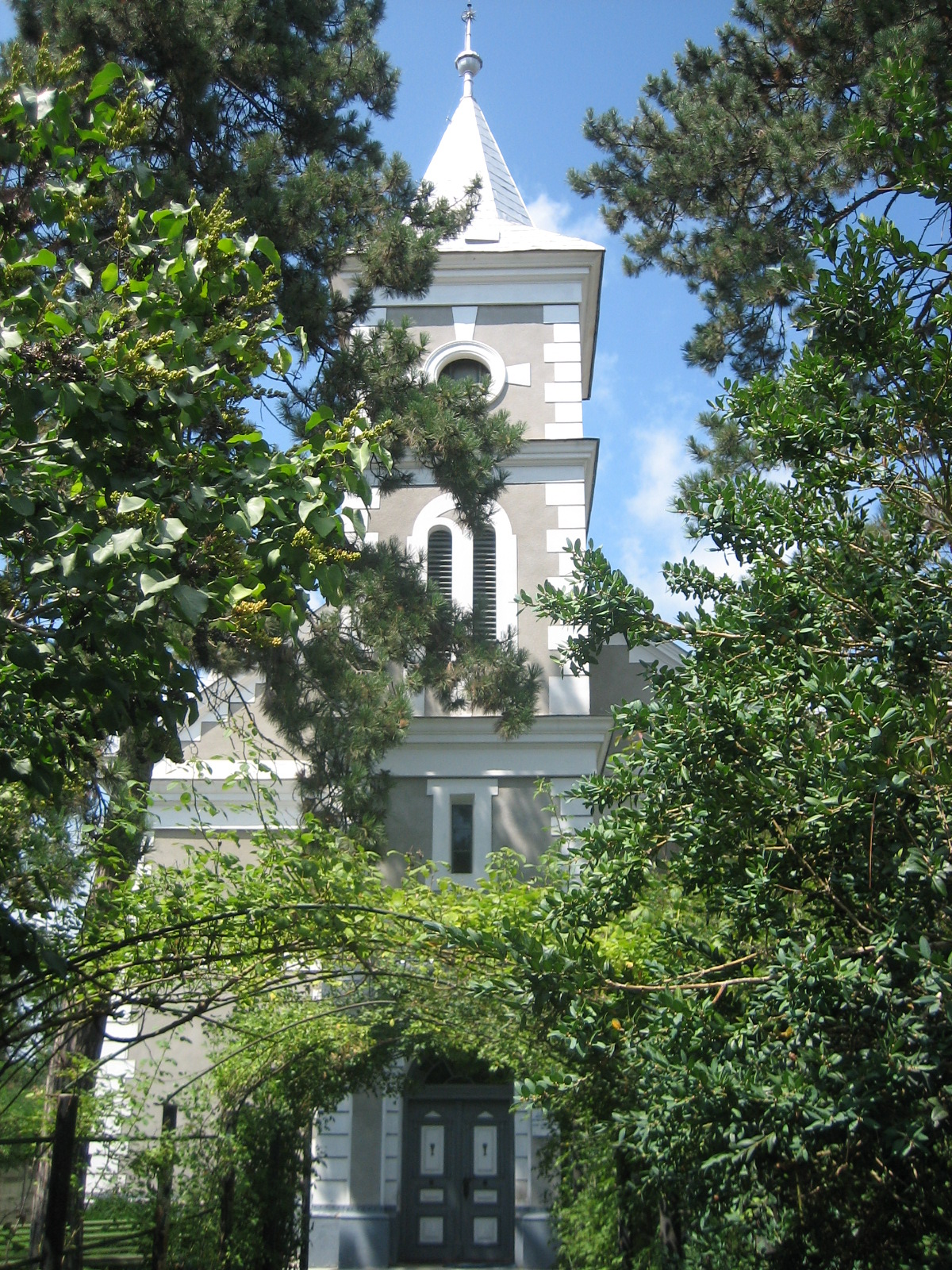
A református templom

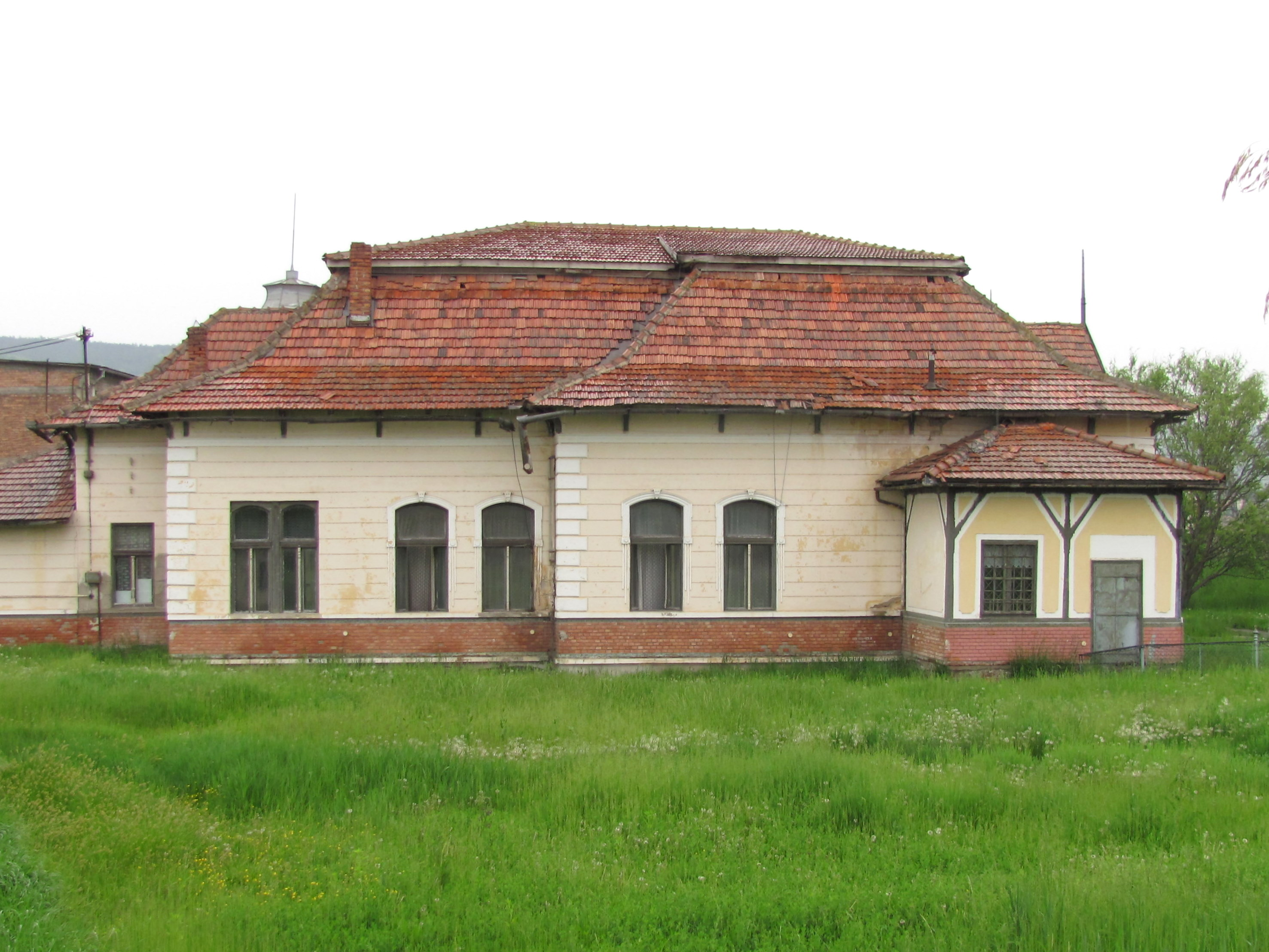
A sóbánya egyik épülete

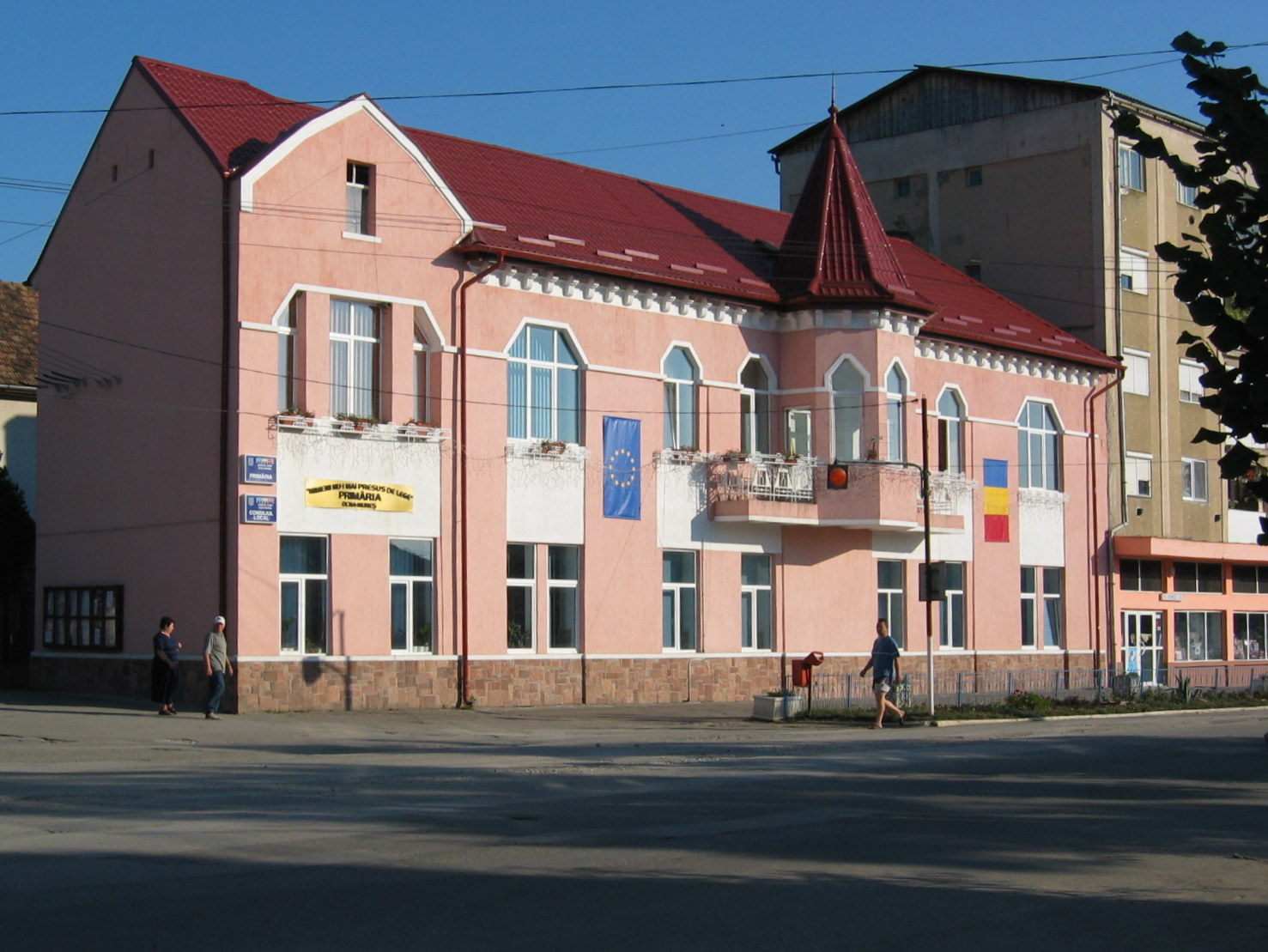
A városháza

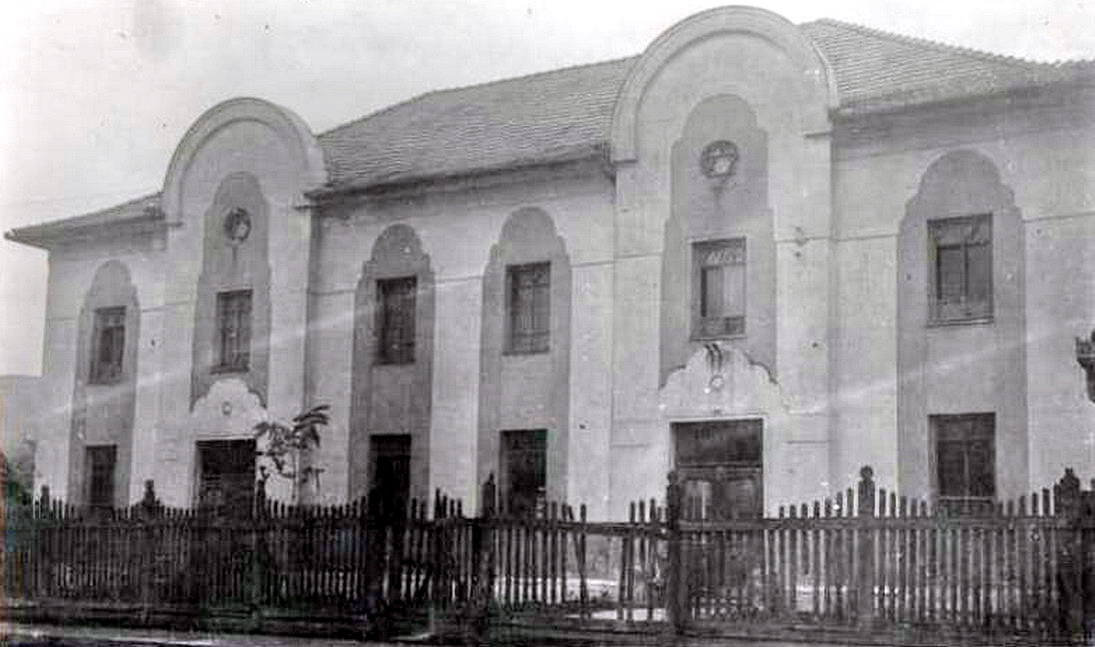
Az 1980-as években lerombolt zsinagóga

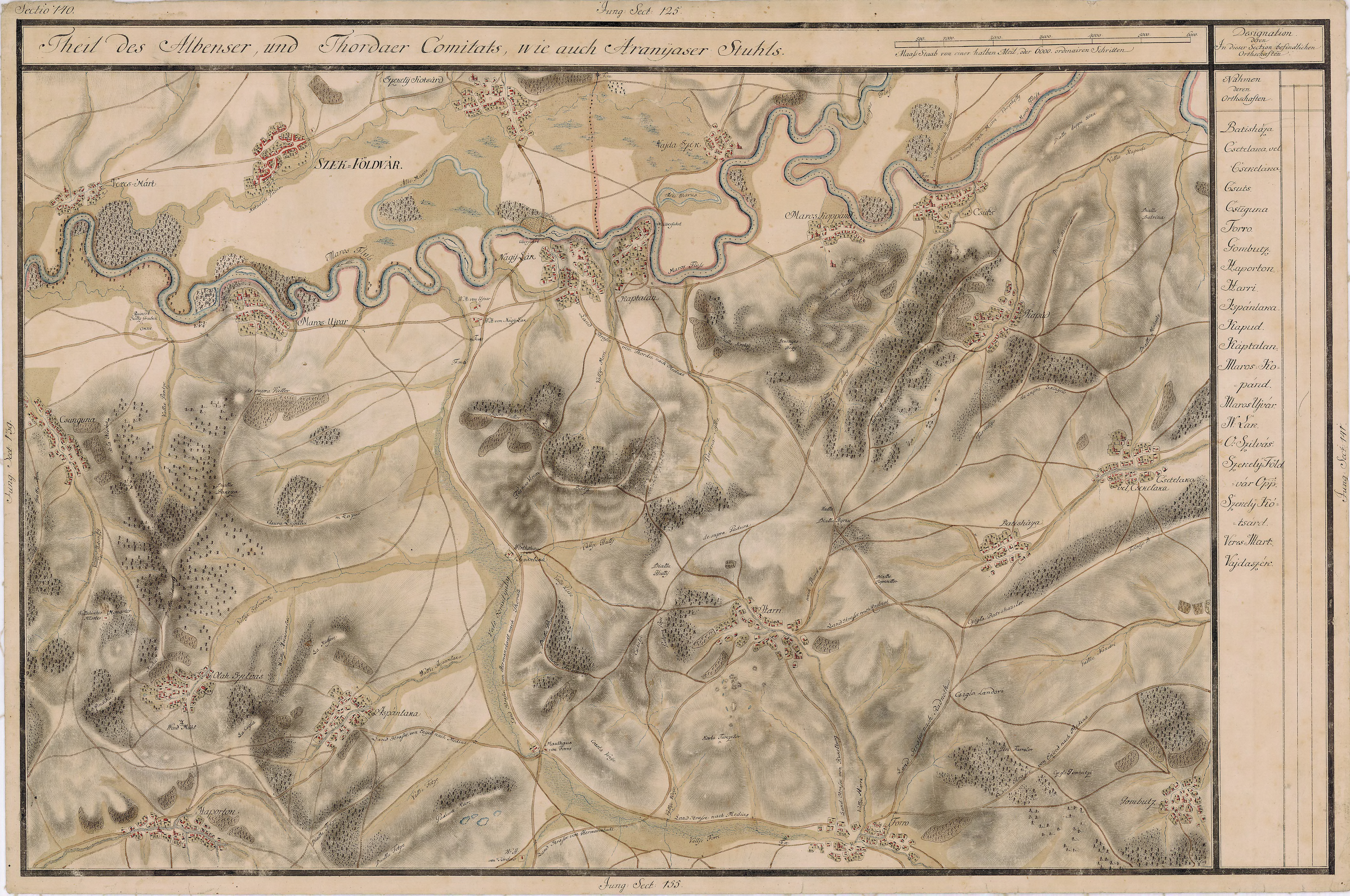
Marosújvár környéke 1769–1773 között

Marosújvár (románul: Ocna Mureș, az 1950-es évekig Uioara, németül: Miereschhall) város Romániában, Erdélyben, Fehér megyében.

## Nevének eredete
1825-ben Marosakna néven említik. Az akna szó jelentése 'sóbánya'. A későbbiekben Maros-Akna-Újvárnak is hívták. Mai neve Felsőmarosújvárról vonódott rá. Hivatalos névadással keletkezett mai román neve is a 'sóbánya' jelentésű ocna szót tartalmazza.

## Fekvése
A Maros bal partján, Tordától 24 km-re délre, Nagyenyedtől 21 km-re északkeletre fekszik. A sómasszívum ellipszis alapú, melynek hosszabbik átmérője 800, a rövidebbik 500 méteres. A környező pala vízzáró réteget képez. Délről, keletről és nyugatról a Nagy- és a Kis-Bánca dombjai veszik körül, melyeket délen erdő, kisebb részt szőlő borít.

## Története
A rómaiak Salinae néven ismerték sóbányáit, amelyeket már ideérkezésük előtt is műveltek. A 9. században a dunai ősbolgárok, az Árpád-korban a magyarok folytatták a sómasszívum kitermelését. Később azonban a Maros áradásai a sótelepet iszappal fedték el. A hordalékra erdő települt és hosszú időre elfelejtkeztek róla. Az itt később megtelepedett román lakosság azonban tudott a sóról, mert faluját Szaraturának, azaz 'szikes, sós talaj'-nak nevezte el.
A kamara megbízásából Ruszbatzky bányamérnök 1791–1793-ban feltárta az ókori sóbányák helyét. A Mikes család 908 holdas birtokát, amelyen a sótelep és Szaratura falu feküdt, 1803-ig elcserélték a széki kamarai bányatiszti telepre és terménydézsmára. A sóbányászat a belényesi Mészáros György bányamérnök vezetésével indult újra. Adókönnyítésekkel és mentességekkel többek közt Désaknáról és Kolozsról csábítottak ide sóvágókat, de kezdetben még a katonaság is részt vett a bányák művelésében. Mészáros egy spirális kosárrendszer elvén működő sófelvonót talált fel. 1792-ben nyílt meg a Ferenc- és a József-, 1813-ban a Ferdinánd-, 1821-ben a két Karolina-akna. A Mikes János grófot kastélyában 1821 júliusában felkereső Széchenyi István a következőket jegyezte be a naplójába: „Marosújvár a legkiválóbb akna. Az új bányászati módszerek szerint 35 év óta művelik. Viszont találtak nyomokat, melyek azt sejtetik, hogy már a rómaiak ezekről a helyekről vitték a sót, azonban a bányászatban tapasztalatlanul, saját aknáikat beomlástól félve, hamarost el kellett hagyniok – vagy a sót esőnek, nedvességnek annyira kiszolgáltatták, hogy tönkrement. – Egyébként ha az ember nem akarna a sófejtésben valamely takarékosságot bevezetni, ami a töméntelen mennyiség miatt teljesen feleslegesnek látszik, akkor mi sem volna könnyebb annál: a só a föld alatt 3-4 ölnyire, megszámlálhatatlan mennyiségben hevervén, egyszerűen csak ki kellene vágni onnan.” 1822-ben megszervezték a marosújvári görögkatolikus esperességet.
1848 októberében Simion Prodan felkelői kilencven idemenekült magyart és helyi bányászt öltek meg és felgyújtották a települést. 1849 tavaszán, Nagyenyed elpusztítása miatt ideiglenesen Alsó-Fehér vármegye székhelye volt. Itt működött az a vésztörvényszék, amely 32 román és három magyar parasztot ítélt halálra.
Sóbányászai a 19. században főként Székelyföldről és a környező településekről érkeztek. 1860 után, a torockói vasfeldolgozás lehanyatlása után sok torockói is sóbányásznak állt. A bányászokat tervszerűen, a kincstár saját birtokán, négyszáz négyszögöles telkeken telepítették le. Kis római katolikus kápolnát már 1767-ben emeltek itt, de egyháza csak 1899-ben lett önálló plébánia. Református egyháza 1811-ben mint Miklóslaka filiája alakult meg, de a lélekszám emelkedésével 1858-ban anyaegyházzá nyilvánították és filiaként alárendelték Miklóslakát. 1865-ben 553, 1870 körül hatszáz–ezer, 1893-ban 700 bányász dolgozott a bányákban, utóbbiak közül azonban csak 410 volt állandó, a többi ideiglenes. Többségük vagy eleve magyar nyelvű volt, vagy a magyar környezetben azzá vált: „Nemzetiségre nézve a munkások fele magyar, fele oláh, de ez utóbbiak nagy része is magyarúl beszél.” Minden sóvágó rávéste saját jelét az általa kitermelt sótömbökre és ez alapján kapta a fizetését.
Az aknák állandó védelemre szorultak a Maros beszivárgása ellen. 1834-ben, 1835-ben és 1842-ben újabb aknákat kezdtek művelni. Az első aknákat egyik csúcsán álló paralelepipedon, a későbbieket T alakban fejtették. Míg a rómaiak járatai csupán 15–30 méter hosszúak voltak, az új aknák több mint száz méter mélységig hatoltak le, és folyosók kötötték őket össze egymással. Az 1850-es években több száz méterrel északabbra terelték és kiépítették a Maros medrét. Ezután vált Erdély legfontosabb sóbányájává, évi 72 600 tonnás termeléssel. Az 1870-es években nyitott új aknák már a korábbiak alsó szintjéről indultak lefelé. A vasút 1872-es megépüléséig a kitermelt sót a Maros partján lévő raktárakban, bőrtömlőkben tárolták és hajókkal szállították az Alföldre. A Maroson a település mentén végig hajómalmok sorakoztak. Péntekenként hetivásárt tartott. 1870-től Alsó-Fehér vármegye egyik járásának székhelye volt.
Tőle délre, a Bánca dombok déli lejtőjét egykor huszonöt, mára csupán öt hektáron szőlők borították, melyek közül főként a leánykából készítettek kitűnő bort.
1896-ban német és belga tőkével megalakult Solvay-féle szóda- és ammóniagyár. Az évi ezer–kétezer vagon szóda majdnem teljesen fedezte az akkori Magyarország szükségletét. Az 1930-as években 458 munkást foglalkoztatott.
A 19. század végén a sóbányák mellett sósvizes források fakadtak. A víz gyógyhatását kihasználva fürdőtelep alakult ki, melynek bevétele 1884 és 1897 között meghatszorozódott. A medencék vízutánpótlását a bányákból kiemelt sós vízzel is kiegészítették. Az 1910-ben épült fürdőépületet a tulajdonos 2011-ben lebontotta; a város új fürdőt tervez.
1912-ben a Maros árvize elöntötte a bányák lejáratát. A régi bányák mennyezete beomlott és napvilágra kerültek az aknák krátertölcsérei. Ezeket a régi bányákat 1952-ben koncentrált sóoldattal töltötték fel.
1920-ban a szódagyár munkásainak sztrájkja országos sztrájkhullámot indított el. 1940-ben alapították dohányfermentáló üzemét és bőrgyárát. 1950 után a település városi címet kapott. 1955-től a szódagyár munkáslakótelepet épített. 1957-ben kezdték meg határában a bentonit bányászatát.
1938-ban 86 791 tonna sót termeltek ki. Itt vezették be elsőként a só vezetékes módszerű kinyerését. Az 1950-ben felavatott Május 1 bányát 1978-ban elöntötte a víz. A katasztrófa oka az emberi hanyagság volt. A bánya ugyanis képtelen volt biztosítani a szódagyár számára szükséges sót, és a különbséget a régi bányákat kitöltő sóoldatból pótolták. Ezáltal azonban nyomáskülönbség alakult ki a Május 1 bánya és a szomszédos egykori József-akna tava között, és a kettőt elválasztó fal beomlott. Ezzel befejeződött a szilárd só bányászata Marosújváron. Azóta a szódagyár sószükségletét főként a bukovinai Kacsikából szerzik be.
Az 1990-es években tervek születtek fürdővárossá alakítására, de ezek megvalósítása elakadt.
2010 decemberében az egykori sóbánya egyik vágata beomlott és a felszínen kétszáz négyzetméteres kráter keletkezett, amely egy szupermarket összeomlását okozta.

## Népessége
- 1910-ben 4976 lakosából 2862 magyar és 1845 román anyanyelvű; 1858 görögkatolikus, 1553 református, 883 római katolikus, 291 zsidó, 236 ortodox, 107 unitárius és 48 evangélikus vallású volt.
- 2002-ben 10 270 lakosából 8670 volt román, 1262 magyar és 313 cigány nemzetiségű; 7466 ortodox, 943 református, 831 görögkatolikus, 360 pünkösdista és 233 római katolikus vallású.

## Nevezetességek
- Az egykori sóbányákat ma sós víz tölti ki. A víz egy nagy és két kisebb, különálló felületet alkot a város közepén.
- Római katolikus temploma 1820-ban, a református 1905-ben épült.

## Gazdasága
- Az UPSOM szódagyár kalcinált szódát, marószódát, szódabikarbónát, kálium-szilikátot, nátrium-szilikátot, magnézium-oxidot és kalcium-kloridot gyárt. Az 1995-ben 147 hektár területű lúgos ülepítőiből, amelyek a távolból nagy fehér foltoknak tűnnek, nagyon sok klór és nátrium jut a Marosba, magából a gyárból pedig szén-monoxid és por a levegőbe.
- Dohányfermentáló üzem.

## Oktatás
A városban egy elméleti líceum és egy vegyészeti szakiskola működik.

## Híres emberek
- Itt töltötte gyermekkora egy részét Mikó Imre, s innen ment tanulni Enyedre, a Bethlen Kollégiumba.

### Itt született
- 1881-ben Kováts István fotóművész.
- 1903-ban Jancsó Béla publicista, orvos.
- 1905-ben Jancsó Elemér irodalomtörténész, kritikus, szerkesztő.
- 1911-ben Jelenik Imre szobrászművész.
- 1913-ban Ioachim Moldoveanu válogatott román labdarúgó.
- 1913-ban Molnár Árpád filozófiatanár, szerkesztő.
- 1917-ben Naftali Zoltán orvosi szakíró.
- 1920-ban Farkas László közgazdász, újságíró, műfordító
- 1921-ben Jancsó Adrienne színésznő, előadóművész.
- 1930-ban Botár Edit báb- és díszlettervező, textiltervező, grafikus, festőművész.
- 1938-ban Csire Gabriella gyermekíró.
- 1947-ben Mihail Hărdău román oktatási miniszter (2005–2007).

## Testvérvárosa
- Kozármisleny, Magyarország